# Caccodes oculatus
Caccodes oculatus es una especie de coleóptero de la familia Cantharidae.

## Distribución geográfica
Habita en México.